# II. komisija Ursule von der Leyen
II. komisija Ursule von der Leyen bo Evropska komisija, ki bo delovala od leta 2024 do 2029. Sestavlja jo po en komisar iz vsake države članice Evropske unije – vključno z Ursulo von der Leyen, predsednico, ki je iz Nemčije.
Evropski parlament je Komisijo potrdil 27. novembra z 51-odstotno večino, kar je najmanjša podpora Evropski komisiji s strani parlamenta po letu 1993, ko je dobil pravico do glasovanja o kolegiju komisarjev.

## Kolegij komisarjev
| Von der Leyen Commission II | Von der Leyen Commission II | Von der Leyen Commission II | Von der Leyen Commission II | Von der Leyen Commission II | Von der Leyen Commission II | Von der Leyen Commission II | Von der Leyen Commission II | Von der Leyen Commission II |
| Portfolio | Portrait                    | Name                        | EU Party (N. Party)         | EU Party (N. Party)         | Member state                | Took office                 | Left office                 | Ref                         |
| --- | --------------------------- | --------------------------- | --------------------------- | --------------------------- | --------------------------- | --------------------------- | --------------------------- | --------------------------- |
| Predsednica Evropske komisije |                             | Ursula von der Leyen        | EPP (CDU)                   |                             | Nemčija                     | 1. december 2024            |                             | [ 3 ]                       |
| Izvršna podpredsednica za čist, pravičen in konkurenčen prehod Evropska komisarka za konkurenčnost                                                                         |                             | Teresa Ribera               | PES (PSOE)                  |                             | Španija                     | 1. december 2024            |                             | [ 5 ]                       |
| Izvršna podpredsednica za tehnološko suverenost, varnost in demokracijo Evropska komisarka za digitalne in mejne tehnologije                                               |                             | Henna Virkkunen             | EPP (Kok)                   |                             | Finska                      | 1. december 2024            |                             | [ 5 ]                       |
| Izvršni podpredsednik za blaginjo in industrijsko strategijo Evropski komisar za industrijo, mala in srednja podjetja ter enotni trg                                       |                             | Stéphane Séjourné           | Neodvisen (RE)              |                             | Francija                    | 1. december 2024            |                             | [ 5 ]                       |
| Podpredsednica in Visoka predstavnica za zunanje zadeve in varnostno politiko                                                                                              |                             | Kaja Kallas                 | ALDE (ER)                   |                             | Estonija                    | 1. december 2024            |                             | [ 5 ]                       |
| Izvršna podpredsednica za ljudi, veščine in pripravljenost Evropska komisarka za znanja in veščine, izobraževanje in kulturo, kakovostna delovna mesta in socialne pravice |                             | Roxana Mînzatu              | PES (PSD)                   |                             | Romunija                    | 1. december 2024            |                             | [ 5 ]                       |
| Izvršni podpredsednik za kohezijo in reforme Evropski komisar za kohezijsko politiko, regionalni razvoj in mesta                                                           |                             | Raffaele Fitto              | ECR (FdI)                   |                             | Italija                     | 1. december 2024            |                             | [ 5 ]                       |
| Evropski komisar za trgovino in ekonomsko varnost, medinstitucionalne odnose in preglednost                                                                                |                             | Maroš Šefčovič              | PES (susp.) (Smer)          |                             | Slovaška                    | 1. december 2024            |                             | [ 5 ]                       |
| Evropski komisar za gospodarstvo in produktivnost, izvajanje in poenostavitev                                                                                              |                             | Valdis Dombrovskis          | EPP (V)                     |                             | Latvija                     | 1. december 2024            |                             | [ 5 ]                       |
| Evropski komisar za trajnostni promet in turizem |                             | Apostolos Cicikostas        | EPP (ND)                    |                             | Grčija                      | 1. december 2024            |                             | [ 5 ]                       |
| Evropski komisar za notranje zadeve in migracije |                             | Magnus Brunner              | EPP (ÖVP)                   |                             | Avstrija                    | 1. december 2024            |                             | [ 5 ]                       |
| Evropski komisar za zagonska podjetja, raziskave in inovacije |                             | Ekaterina Zaharieva         | EPP (GERB)                  |                             | Bolgarija                   | 1. december 2024            |                             | [ 5 ]                       |
| Evropski komisar za kmetijstvo in prehrano |                             | Christophe Hansen           | EPP (CSV)                   |                             | Luksemburg                  | 1. december 2024            |                             | [ 5 ]                       |
| Evropski komisar za podnebje, ničelno stopnjo neto emisij in čisto rast |                             | Wopke Hoekstra              | EPP (CDA)                   |                             | Nizozemska                  | 1. december 2024            |                             | [ 5 ]                       |
| Evropski komisar za proračun, boj proti goljufijam in javno upravo |                             | Piotr Serafin               | EPP (PO)                    |                             | Poljska                     | 1. december 2024            |                             | [ 5 ]                       |
| Evropska komisarka za okolje, vodno odpornost in konkurenčno krožno gospodarstvo                                                                                           |                             | Jessika Roswall             | EPP (M)                     |                             | Švedska                     | 1. december 2024            |                             | [ 5 ]                       |
| Evropska komisarka za finančne storitve ter varčevalno in naložbeno unijo                                                                                                  |                             | Maria Luís Albuquerque      | EPP (PSD)                   |                             | Portugalska                 | 1. december 2024            |                             | [ 5 ]                       |
| Evropski komisar za ribištvo in oceane |                             | Costas Kadis                | Neodvisen                   |                             | Ciper                       | 1. december 2024            |                             | [ 5 ]                       |
| Evropska komisarka za pripravljenost, krizno upravljanje in enakost |                             | Hadja Lahbib                | ALDE (MR)                   |                             | Belgija                     | 1. december 2024            |                             | [ 5 ]                       |
| Evropski komisar za medgeneracijsko pravičnost, mlade, kulturo in šport |                             | Glenn Micallef              | PES (PL)                    |                             | Malta                       | 1. december 2024            |                             | [ 5 ]                       |
| Evropski komisar za energijo in stanovanja |                             | Dan Jørgensen               | PES (S)                     |                             | Danska                      | 1. december 2024            |                             | [ 5 ]                       |
| Evropska komisarka za širitev |                             | Marta Kos                   | Neodvisna (povezana z RE)   |                             | Slovenija                   | 1. december 2024            |                             | [ 5 ]                       |
| Evropska komisarka za Mediteran |                             | Dubravka Šuica              | EPP (HDZ)                   |                             | Hrvaška                     | 1. december 2024            |                             | [ 5 ]                       |
| Evropski komisar za zdravje in dobrobit živali |                             | Olivér Várhelyi             | Neodvisen (Fidesz)          |                             | Madžarska                   | 1. december 2024            |                             | [ 5 ]                       |
| Evropski komisar za mednarodna partnerstva |                             | Jozef Síkela                | Neodvisen (STAN)            |                             | Češka                       | 1. december 2024            |                             | [ 5 ]                       |
| Evropski komisar za obrambo in vesolje |                             | Andrius Kubilius            | EPP (TS-LKD)                |                             | Litva                       | 1. december 2024            |                             | [ 5 ]                       |
| Evropski komisar za demokracijo, pravosodje in vladavino prava |                             | Michael McGrath             | ALDE (FF)                   |                             | Irska                       | 1. december 2024            |                             | [ 5 ]                       |

### Struktura kolegija
Druga komisija Ursule von der Leyen bo organizirana na treh nivojih:
1. predsednik;
2. izvršni podpredsedniki;
3. komisarji. [6]

Ne glede na trinivojsko strukturo komisije, je predsednik komisije poudaril, da vsi komisarji delijo skupno odgovornost za odločitve, ki jih sprejema komisija.

#### Komisarske skupine
Glede na resorje bodo skupine komisarjev naslednje:
Predsednik
- Komisar za enakost
- Komisar za izvajanje in poenostavitev
- Komisar za medinstitucionalne odnose in predvidevanje
- Komisar za proračun, boj proti goljufijam in javno upravo

Podpredsednica in Visoka predstavnica za zunanje zadeve in varnostno politiko
- Komisarka za širitev

- Komisarka za pripravljenost in krizno upravljanje
- Komisarka za Sredozemlje
- Komisar za mednarodna partnerstva

Izvršna podpredsednica za tehnološko suverenost, varnost in demokracijo (Komisarka za digitalne in mejne tehnologije)
- Komisar za obrambo in vesolje
- Komisar za notranje zadeve in migracije
- Komisar za demokracijo, pravosodje in vladavino prava
- Komisarka za zagonska podjetja, raziskave in inovacije

Izvršni podpredsednik za blaginjo in industrijsko strategijo (Komisar za industrijo, MSP in enotni trg)
- Komisarka za zagonska podjetja, raziskave in inovacije
- Komisar za trgovino in gospodarsko varnost
- Komisar za gospodarstvo in produktivnost
- Komisarka za finančne storitve ter varčevalno in naložbeno unijo

Izvršni podpredsednik za kohezijo in reforme (Komisar za kohezijsko politiko, regionalni razvoj in mesta)
- Komisarka za širitev
- Komisar za ribištvo in oceane
- Komisar za trajnostni promet in turizem
- Komisar za kmetijstvo in prehrano

Izvršna podpredsednica za ljudi, veščine in pripravljenost (Komisarka za veščine, izobraževanje in kulturo, kakovostna delovna mesta in socialne pravice)
- Komisarka za Sredozemlje
- Komisarka za pripravljenost in krizno upravljanje
- Komisar za medgeneracijsko pravičnost, mlade, kulturo in šport
- Komisar za zdravje in dobrobit živali

Izvršni podpredsednik za čist, pravičen in konkurenčen prehod (komisar za konkurenco)
- Komisar za podnebje, neto ničelno rast in čisto rast
- Evropski komisar za podnebje, ničelno stopnjo neto emisij in čisto rast
- Komisar za energijo in stanovanja
- Komisar za zdravje in dobrobit živali

## Nastanek

### Izvolitev predsednice komisije
Za izvolitev za predsednika Komisije mora kandidata predlagati Evropski svet z okrepljeno kvalificirano večino (vsaj 72 % držav, ki predstavljajo najmanj 65 % prebivalcev) in prejeti večino glasov članov Evropskega parlamenta (vsaj 361 od 720).
17. junija je potekalo "neformalno srečanje" Evropskega sveta, kjer so voditelji držav in vlad razpravljali o naslednjem institucionalnem ciklu in svojem kandidatu za predsednika Komisije. 25. junija so pogajalci EPP (Kyriakos Mitsotakis in Donald Tusk), PES (Pedro Sánchez in Olaf Scholz) in Renew Europe (Emmanuel Macron in Mark Rutte) dosegli predhodni dogovor o nominacijah.
27. junija so med zasedanjem Evropskega sveta nacionalni voditelji predlagali Ursulo von der Leyen (EPP) za kandidatko za predsednico Evropske komisije, potem ko je bila marca 2024 imenovana za kandidatko Evropske ljudske stranke. Madžarski predsednik Viktor Orban je glasoval proti von der Leyenovi, vzdržal pa se je glede Kallasove. Italijanka Giorgia Meloni se je vzdržala glasovanja o von der Leyenovi, glasovala pa je proti Costi in Kallasovi za njuni funkciji.
| Predlog Evropskega sveta Zahtevana večina: najmanj 72 % držav članic, ki predstavljajo vsaj 65 % prebivalcev | Predlog Evropskega sveta Zahtevana večina: najmanj 72 % držav članic, ki predstavljajo vsaj 65 % prebivalcev | Predlog Evropskega sveta Zahtevana večina: najmanj 72 % držav članic, ki predstavljajo vsaj 65 % prebivalcev |
| Indikacija javnega glasovanja                                                                                | Indikacija javnega glasovanja                                                                                | države članice Evropske unije |
| --- | --- | --- |
| | Za 25 / 27                                                                                                   | Avstrija, Belgija, Bolgarija, Hrvaška, Ciper, Češka, Danska, Estonija, Finska, Francija, Grčija, Irska, Latvija, Litva, Luksemburg, Malta, Nizozemska, Poljska, Portugalska, Romunija, Slovaška, Slovenija, Španija, Švedska |
| | Proti 1 / 27                                                                                                 | Madžarska |
| | Vzdržan 1 / 27                                                                                               | Italija |

V naslednjih tednih je imela von der Leyen dvostranska srečanja s skupinami EPP, S&D, Renew, G/EFA in ECR da bi pridobila podporo za svojo ponovno izvolitev. 18. julija je Evropskemu parlamentu predstavila svoje "Politične smernice", čemur je sledila razprava z evropskimi poslanci. Ursula von der Leyen je bila na tajnem glasovanju ponovno izvoljena za predsednico Evropske komisije s 401 glasom za, 284 proti in 22 oddanimi praznimi ali neveljavnimi glasovi.

### Izbira komisarjev
Novoizvoljeni predsednik Evropske unije pozove države članice, da imenujejo komisarje v skladu s pravili, ki jih določata Pogodba o Evropski uniji in Evropski svet. Novoizvoljeni predsednik odloča o organizaciji svoje komisije, pregleda kandidate in predstavi kolegij komisarjev, pri čemer je vsak imenovani komisar odgovoren za določen politični resor. Novoizvoljeni predsednik med komisarji imenuje tudi podpredsednike Evropski parlament na zaslišanjih v odborih zasliši kandidate za komisarje, ki jih predlaga novoizvoljeni predsednik.
17. septembra 2024 je Ursula von der Leyen na tiskovni konferenci predstavila kolegij komisarjev in njihove resorje. Delež žensk v predlagani komisiji je 40,7 %, kar je manj od 44,4 % leta 2019. Povprečna starost novih kandidatov za Komisijo je 52 let in se je znižala s 56 leta 2019. Komisija ima šest izvršnih podpredsednikov. Predlagani kolegij vključuje pet komisarjev, ki se vračajo: trije so za drugi mandat (Šuica, Várhelyi, Hoekstra), Dombrovskis bi se vrnil za tretji mandat, Šefčovič pa za četrti. Prerazporeditev portfelja odraža navedene prednostne naloge z močnim poudarkom na konkurenčnosti, industrijski politiki in obrambi.
Svet Evropske unije je 19. septembra 2024 v medsebojnem soglasju z novoizvoljenim predsednikom Komisije sprejel seznam oseb, ki jih predlaga v imenovanje za člane Komisije Evropskemu parlamentu.

#### Zaslišanja
V skladu s členom 129 Poslovnika Evropskega parlamenta potrditvena zaslišanja izvedejo ustrezni odbori. V skladu s Prilogo VII poslovnika Evropskega parlamenta mora parlament kandidate za komisarje oceniti na podlagi njihove splošne usposobljenosti, evropske zavezanosti in osebne neodvisnosti. Oceniti mora poznavanje njihovega bodočega resorja in njihove komunikacijske sposobnosti. Zgodovinsko gledano je Evropski parlament od leta 2004 v vsakem mandatu zavrnil vsaj enega kandidata.
Konferenca predsednikov Evropskega parlamenta se je 3. oktobra 2024 dogovorila o koledarju zaslišanj, ki bodo potekala od 4. novembra do 12. novembra, in se odločila o razdelitvi pristojnosti med odbori za potrditvena zaslišanja.

### Izvolitev komisije
Kolegij komisarjev potrdi Evropski parlament z večino oddanih glasov. Parlament je 27. novembra potrdil novo komisijo, pri čemer je 370 evropskih poslancev glasovalo za, 282 proti, 36 je bilo vzdržanih. To ustreza 51-odstotni večini, najmanjši  od leta 1993, ko je parlament dobil pravico do glasovanja o kolegiju.
Ko jo bo odobril parlament, bo Komisijo uradno imenoval Evropski svet s kvalificirano večino.